# Maria Cristina das Duas Sicílias
Maria Cristina Fernanda (em italiano: Maria Cristina Ferdinanda di Borbone; Palermo, 27 de abril de 1806 – Le Havre, 22 de julho de 1878) foi a quarta e última esposa do rei e tio Fernando VII da Espanha, sendo rainha consorte de 1829 até 1833, além de regente durante a menoridade de sua filha Isabel II, entre 1833 e 1840. Era filha do rei Francisco I das Duas Sicílias e de sua esposa, a infanta Maria Isabel da Espanha.
Maria Cristina foi uma das figuras mais corruptas da história da Espanha, ela teve que deixar o país duas vezes (1840 e 1854) acusada de roubo e corrupção. Apoderou-se de 78 milhões de reais em joias e 27 milhões de dinheiro público. Foi a maior escravagista de seu tempo, recebendo comissão por cada escravizado que chegava a Cuba.

## Biografia
Princesa de Bourbon-Duas Sicílias, filha do rei Francisco I das Duas Sicílias e da Infanta da Espanha Maria Isabel, extremamente semelhante a Manuel Godoy, o Príncipe da Paz, mas filha de Maria Luísa de Parma com o rei Carlos IV. Fernando VII, viúvo três vezes, continuou sua busca de uma noiva encontrando-a em Nápoles. Os liberais espanhóis celebraram, porque afastava Carlos de Molina do trono e prometia a implementação de políticas mais liberais. Maria Cristina de Bourbon-Duas Sicílias prometeu implementar uma anistia para os espanhóis exilados pelo governo do futuro marido. Chegou a Madrid em 1829 e meses depois já anunciava a gravidez. O que enfureceu Carlos e sua camarilha reacionária. Carlos sentiu certa alegria enquanto o desejado herdeiro varão não nascia: os reis eram pais de duas meninas. Mas a rainha aconselhou ao marido a Pragmática Sanção para que sua filha primogênita, Isabel, pudesse herdar, como o fez, sendo a rainha Isabel II e não o infante Don Carlos Maria Isidro, conde de Molina. Pela Pragmática Sanção, Fernando VII confirmava a revogação, por Carlos IV, da lei sálica introduzida por Filipe V). Ao enviuvar, tornou-se regente da filha até 1840.
Três meses depois de enviuvar, casou-se em 28 de dezembro de 1833 com Agustín Fernando Muñoz y Sánchez, capitão da guarda, filho de uma estanquera de la localidad conquera de Tarancón,  que como regente fez Duque de Riánzares com Grandeza de Espanha, sendo a bênção nupcial dada por decreto apenas em 13 de outubro de 1844. Cada pequeno Muñoz que nascia ia sendo enviado a Paris para ser ali criado.
Cristina comprou por 500 mil francos o número 24/28 da rue de Courcelles, em Paris, um suntuoso hotel onde o imperador vivera com o genro (Monsieur de Tamisier) Delorme, ex-advogado do parlamento de Nancy, especulador em terrenos e em  1830 vivera o imperador D. Pedro I do Brasil. Mais tarde o palacete foi comprado por Napoleão III que o doou a sua prima Matilde Bonaparte.
Em 15 de Julho de 1834, como rainha regente,  formal e definitivamente terminou a Inquisição Espanhola.

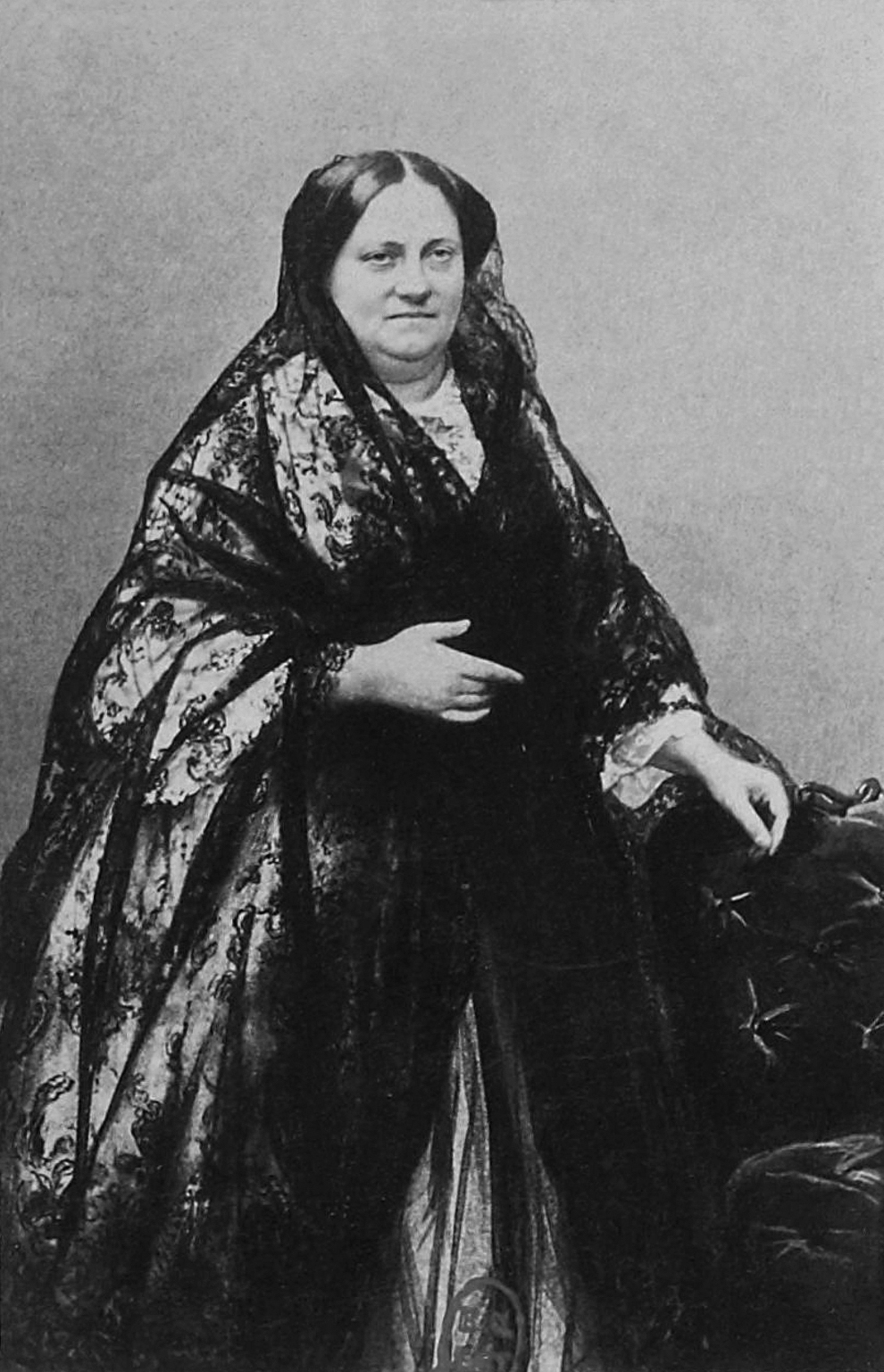
Maria Cristina em seus últimos anos

## Posteridade
| Nome | Imagem | Nascimento | Morte | Observações |
| Havidos de Fernando VII, Rei da Espanha (14 de outubro de 1784 – 29 de setembro de 1833; casados por procuração a 11 de dezembro de 1829) | Havidos de Fernando VII, Rei da Espanha (14 de outubro de 1784 – 29 de setembro de 1833; casados por procuração a 11 de dezembro de 1829) | Havidos de Fernando VII, Rei da Espanha (14 de outubro de 1784 – 29 de setembro de 1833; casados por procuração a 11 de dezembro de 1829) | Havidos de Fernando VII, Rei da Espanha (14 de outubro de 1784 – 29 de setembro de 1833; casados por procuração a 11 de dezembro de 1829) | Havidos de Fernando VII, Rei da Espanha (14 de outubro de 1784 – 29 de setembro de 1833; casados por procuração a 11 de dezembro de 1829) |
| --- | --- | --- | --- | --- |
| Isabel II | | 10 de outubro de 1830 | 9 de abril de 1904 | Rainha da Espanha. Casou-se com Francisco de Assis da Espanha em 1846, com descendência. |
| Luísa Fernanda | | 30 de janeiro de 1832 | 2 de fevereiro de 1897 | Infanta da Espanha e Duquesa de Montpensier. Casou-se com Antônio, Duque de Montpensier em 1846, com descendência. |
| Havidos de Agustín Fernando Muñoz, Duque de Riánsares (4 de maio de 1808 – 11 de setembro de 1873; casados a 28 de dezembro de 1833)      | | | | |
| Maria Amparo | | 17 de novembro de 1834 | 19 de agosto de 1864 | Condessa de Vista Alegre. Casou-se com Ladislau Czartoryski em 1855, com descendência. |
| Maria dos Milagres | | 08 de novembro de 1835 | 9 de julho de 1903 | Marquesa de Castillejo. Casou-se com Filippo del Drago, Príncipe de Mazzano e d'Antuni em 1856, com descendência. |
| Agustín | | 15 de março de 1837 | 15 de julho de 1855 | Visconde de Rostrollano e Duque de Tarancón. Não se casou, morreu aos 18 anos. Foi pretendente ao trono do Equador. |
| Fernando | | 27 de abril de 1838 | 7 de dezembro de 1910 | Grande de Espanha, Visconde de Rostrollano, Visconde de la Alborada, Conde de Casa Muñoz, Marquês de San Agustín, Duque de Riánsares, Duque de Tarancón e Duque de Montmorot. Casou-se com Eladia Bernaldo de Quirós González de Cienfuegos em 1861, com descendência. |
| Maria Cristina | | 19 de abril de 1840 | 20 de dezembro de 1921 | Viscondessa de La Dehesilla e Marquesa de La Isabella. Casou-se com José María Bernaldo de Quirós y González de Cienfuegos, Marquês de Campo Sagrado em 1860, com descendência.                                                                                        |
| João | | 29 de agosto de 1844 | 2 de abril de 1863 | Visconde de Villarrubio e Conde de Recuerdo. Não se casou, morreu aos 18 anos. |
| José | | 21 de dezembro de 1846 | 17 de dezembro de 1863 | Visconde de la Arboleda e Conde de Gracia. Não se casou, morreu aos 16 anos. |